# Diosdado Mbele
Diosdado Mbele (Malabo, 8 de abril de 1997) é um futebolista profissional guineense que atua como defensor.

## Carreira
Diosdado Mbele representou o elenco da Seleção Guinéu-Equatoriana de Futebol no Campeonato Africano das Nações de 2015.